# Sankt Clara Kloster
 For alternative betydninger, se Sankt Clara Kloster (flertydig). (Se også artikler, som begynder med Sankt Clara Kloster)
Sankt Clara Kloster var et nonnekloster, som fra 1497 til 1536 lå på hjørnet af det som i dag er Møntergade og Gammel Mønt i København. Klosters bygninger var opført i Københavns Slots tidligere køkkenhave på Rosengård. Klosterets haven strakte sig helt ud til Gothersgade. Til klosteret hørte også en kirke.
Klosteret blev stiftet 1497 af kong Hans og droning Christine og stod klart 1505. Den var viet til Sankt Clara og det tilhørte franciskanernes søsterorden Clarisserne.
Efter reformationen 1536, hvor klosteret blev nedlagt og bygningerne brugt af Den Kongelige Mønt til møntfremstilling. Klosterkirken husede i en kort periode 1574-1585 Københavns tysksprogede menighed, inden den flyttede Sankt Petri Kirke. Kirken blev derefter brugt til “gjethus”, altså et støberi til klokker og kanoner. De sidste klosterbygninger forsvandt i 1620'erne, og stedet og fik navn efter klosteret: Klareboderne.
Sankt Clara Kloster er nævnt i romanen Kongens Fald af Johannes V. Jensen (del 1, kap. 4: “Forårs smerte”): Skråt overfor klosteret ligger Mendel Speyers hus, hvor hovedpersonens store kærlighed, Susanna, bor.